# Султанпур (город)
Султанпур (англ. Sultanpur, хинди सुल्तानपुर, урду سلطان پور‎) — город на востоке центральной части штата Уттар-Прадеш, Индия. Административный центр округа Султанпур.

## История
Султанпур был почти полностью разрушен в ходе Восстания Сипаев в 1857 году.

## География
Абсолютная высота — 94 метра над уровнем моря. Расположен на берегах реки Гомати (приток Ганга).

## Население
По данным на 2013 год численность населения составляет 129 935 человек. По данным на 2011 год 68 % населения города исповедуют индуизм; 30 % — ислам; 1,7 % — джайнизм и 0,3 % — другие религии.
Динамика численности населения города по годам:
| 1991   | 2001    | 2013    |
| ------ | ------- | ------- |
| 76 533 | 100 065 | 129 935 |

## Экономика
Имеет место промышленность, в том числе машиностроение. В районе города широко распространено сельское хозяйство, основные культуры которого — рис, пшеница, ячмень и сахарный тростник.